# Бывшие посёлки городского типа Пермского края
Бывшие посёлки городского типа Пермского края и, до 2005 года, Пермской области и Коми-Пермяцкого автономного округа — посёлки городского типа (рабочие, дачные и курортные), потерявшие этот статус в связи с административно-территориальными преобразованиями.

## Упразднённые и преобразованные до 1 декабря 2005 года

### В составе Пермской области

#### А
- Александровский — пгт с 1928 года. Преобразован в город Александровск в 1951 году.

#### В
- Веретия — пгт с 1928 года. Включён в состав города Березники в 1932 году.
- Верещагино — пгт с 1928 года. Преобразован в город в 1942 году.
- Ворошиловский — пгт с 1940 года. Включён в состав города Половинка в 1946 году.

#### Г
- Гремячинский — пгт с 1942 года. Преобразован в город Гремячинск в 1949 году.
- Губаха — пгт с 1928 года. Преобразован в город в 1941 году.

#### Д
- Дедюхино — пгт с 1928 года. Включён в состав города Березники в 1932 году.
- Дивья — пгт с 1961 года. Преобразован в сельский населённый пункт в 1997 году.
- Добрянка — пгт с 1928 года. Преобразован в город в 1943 году.

#### З
- Закамск — пгт с 1933 года. Включён в состав города Пермь в 1941 году.
- Заозерье — включён в состав города Пермь в 1954 году[1].
- Зюкайка — пгт с 1943 года. Преобразован в сельский населённый пункт в 1998 году.

#### И
- Ивака — пгт с 1928 года. Преобразован в сельский населённый пункт к 1940-м гг.

#### К
- Керчевский — пгт с 1941 года. Преобразован в сельский населённый пункт в 1998 году.
- Кордон — пгт с 1963 года. Преобразован в сельский населённый пункт в 1996 году.
- Коспашский — пгт с 1940 года. Преобразован в город Коспаш в 1949 году. В 1957 году разделён на три отдельных пгт.
- Красновишерск — пгт с 1932 года. Преобразован в город в 1942 году.
- Кржижановск — пгт с 1933 года. Включён в состав города Губаха в 1941 году.
- Кудымкар — пгт с 1933 года. Преобразован в город в 1938 году.
- Куеда — пгт с 1957 года. Преобразован в сельский населённый пункт в 1994 году.
- Кукуштан — пгт с 1963 года. Преобразован в сельский населённый пункт в 1999 году.
- Кын — пгт с 1948 года. Преобразован в сельский населённый пункт в 1996 году.

#### Л
- Лёвшино — пгт с 1928 года. Включён в состав города Пермь в 1940 году.
- Ленва — пгт с 1928 года. Включён в состав города Березники в 1932 году.
- Луньевка — пгт с 1928 года. Преобразован в сельский населённый пункт в 2004 году.

#### М
- Майский — пгт с 1975 года. Преобразован в сельский населённый пункт в 2000 году.
- Марковский — пгт c 1994 года. Преобразован в сельский населённый пункт в 2001 году.

#### Н
- Нагорнский — пгт с 1941 года. Преобразован в сельский населённый пункт в 2005 году.
- Новопашийский — пгт с 1950 года. Преобразован в город Горнозаводск в 1965 году.
- Нытва — пгт с 1928 года. Преобразован в город в 1942 году.

#### О
- Очёр — пгт с 1929 года. Преобразован в город в 1950 году.

#### Р
- Рудничный — пгт с 1944 года. Вошёл в состав города Кизела в 2004 году.

#### С
- Северный Коммунар — пгт с 1942 года. Преобразован в сельский населённый пункт в 1999 году.

#### Т
- Тюлькино — пгт с 1950 года. Преобразован в сельский населённый пункт в 1992 году.

#### У
- Усть-Зырянка — пгт с 1929 года. Включён в состав города Березники в 1932 году.

#### Ч
- Чайковский — пгт с 1956 года[2]. Преобразован в город в 1962 году.
- Чёрмоз — пгт с 1927 года. Преобразован в город в 1943 году.
- Чернушка — пгт с 1945 года. Преобразован в город в 1966 году.
- Чуртан — пгт с 1928 года. Включён в состав города Березники в 1932 году.
- Чусовая — пгт с 1926 года. Преобразован в город Чусовой в 1933 году.

#### Ш
- Шахтный — пгт с 1960 года. Включён в состав пгт Углеуральский в 1995 году.

#### Щ
- Щучье Озеро — пгт с 1963 года. Преобразован в сельский населённый пункт в 1992 году.

#### Ю
- Юг — пгт с 1943 года. Преобразован в сельский населённый пункт в 1992 году.

### В составе Коми-Пермяцкого автономного округа

#### Г
- Гайны — пгт с 1963 года. Преобразован в сельский населённый пункт в 1998 году.

#### М
- Майкор — пгт с 1940 года. Преобразован в сельский населённый пункт в 1999 году.

## Упразднённые и преобразованные после 1 декабря 2005 года в составе Пермского края

### В
- Верхнечусовские Городки — пгт с 1931 года. Преобразован в сельский населённый пункт в 2008 году.

### И
- Ильинский — пгт с 1964 года. Преобразован в сельский населённый пункт в 2011 году.

### К
- Комарихинский — пгт с 1963 года. Преобразован в сельский населённый пункт в 2009 году.

### Н
- Новые Ляды — пгт с 1959 года. Включён в состав города Пермь в 2006 году.

### О
- Орёл — пгт с 1944 года. Преобразован в сельский населённый пункт в 2009 году.

### С
- Северный-Коспашский — пгт с 1957 года. Преобразован в сельский населённый пункт в 2009 году.
- Сылва — пгт с 1940 года. Преобразован в сельский населённый пункт в 2005 году.

### Ц
- Центральный-Коспашский — пгт с 1957 года. Преобразован в сельский населённый пункт в 2009 году.

### Ш
- Шахта — пгт с 1944 года. Преобразован в сельский населённый пункт в 2009 году.
- Шумихинский — пгт с 1953 года. Преобразован в сельский населённый пункт в 2011 году.

### Ю
- Юбилейный — пгт с 1966 года. Преобразован в сельский населённый пункт в 2011 году.
- Юго-Камский — пгт с 1929 года. Преобразован в сельский населённый пункт в 2008 году.
- Южный Коспашский — пгт с 1957 года. Преобразован в сельский населённый пункт в 2009 году.